# Bertus de Harder
Johannes Lambertus de Harder (L'Aia, 1920. január 14. – Jeumont, 1982. december 7.), holland válogatott labdarúgó, edző.
A holland válogatott tagjaként részt vett az 1938-as világbajnokságon.